# Kadarim
Kadarim (hebrejsky קַדָּרִים, anglicky Kadarim, v oficiálním seznamu sídel Qaddarim) je vesnice typu kibuc v Izraeli, v Severním distriktu, v Oblastní radě ha-Galil ha-Eljon (Horní Galilea).

## Geografie
Leží v nadmořské výšce 98 metrů na východních svazích hor Horní Galileji, cca 7 kilometrů severozápadně od břehů Galilejského jezera. Severně od vesnice probíhá vádí Nachal Livnim, které východně od obce ústí zprava do vádí Nachal Amud (zároveň s nedalekým vádím Nachal Akbara).
Vesnice se nachází cca 7 kilometrů jižně od města Safed, cca 112 kilometrů severovýchodně od centra Tel Avivu a cca 45 kilometrů severovýchodně od centra Haify. Kadarim obývají Židé, přičemž osídlení v tomto regionu je etnicky smíšené. Židovské obce převládají východním směrem, při toku řeky Jordán, směrem k západu začíná hornatý region centrální Galileji, ve kterém mají demografickou převahu izraelští Arabové a Drúzové.
Kadarim je na dopravní síť napojen pomocí dálnice číslo 65, která se tu kříží s dálnicí číslo 85.

## Dějiny
Kadarim byl založen v roce 1980. Zpočátku šlo o polovojenskou osadu typu Nachal. Část zakladatelů také přišla z kibucu Ami'ad. Roku 1983 přišla další skupina osadníků z řad mládežnického levicového hnutí ha-Bonim Dror z Austrálie. Mezi jednotlivými skupinami obyvatel ale došlo k rozepřím, které na několik let zbrzdily rozvoj vesnice. Původně se kibuc nacházel o cca 3 kilometry severněji, ale blízkost kamenolomu a spory s firmou provozující tento kamenolom přinutila osadníky přesunout vesnici do nynější polohy.
V 90. letech 20. století prošel kibuc privatizací, po které jsou jeho členové odměňováni individuálně, v závislosti na vykonané práci. Vesnice se orientuje na zemědělství a turistický ruch. V kibucu fungují zařízení předškolní péče. Základní škola je v mošavu Elifelet a střední školství v kibucu Amir.

## Demografie
Obyvatelstvo kibucu Kadarim je sekulární. Podle údajů z roku 2014 tvořili naprostou většinu obyvatel v kibucu Kadarim Židé (včetně statistické kategorie "ostatní", která zahrnuje nearabské obyvatele židovského původu ale bez formální příslušnosti k židovskému náboženství).
Jde o menší sídlo vesnického typu s dlouhodobě rostoucí populací. K 31. prosinci 2014 zde žilo 185 lidí. Během roku 2014 populace klesla o 0,5 %.
| Rok            | 1983 | 1995 | 2001 | 2003 | 2004 | 2005 | 2006 | 2007 | 2008 | 2009 | 2010 | 2011 | 2012 | 2013 | 2014 |
| -------------- | ---- | ---- | ---- | ---- | ---- | ---- | ---- | ---- | ---- | ---- | ---- | ---- | ---- | ---- | ---- |
| Počet obyvatel | 57   | 89   | 106  | 110  | 117  | 121  | 123  | 133  | 136  | 154  | 153  | 174  | 177  | 186  | 185  |